# Apalis porphyrolaema
El apalis gorgicastaño (Apalis porphyrolaema) es una especie de ave paseriforme de la familia Cisticolidae propia de la región de los Grandes Lagos de África.

## Descripción
El apalis gorgicastaño mide alrededor de 12 cm de largo. El plumaje de sus partes superiores es gris. Su garganta es de color canela, y el resto de sus partes inferiores son blancas.

## Distribución y hábitat
La especie se encuentra en Burundi, República Democrática del Congo, Kenia, Ruanda, Tanzania y Uganda. Su hábitat natural son los bosques ubicados por encima de la cota de 1600 m s. n. m.

## Ecología
El apalis gorgicastaño se alimenta de insectos y otros pequeños invertebrados, que se obtienen picoteando en hojas y ramitas, o bien al vuelo.